# Prix Françoise-Sagan
Le prix Françoise-Sagan est un prix littéraire français créé en 2010 par Denis Westhoff, fils de Françoise Sagan.

## Le prix
Remis début juin, le prix Françoise-Sagan récompense « un auteur jamais encore récompensé, ni même sélectionné au cours des derniers mois. Il distingue une œuvre en langue française et se veut novateur et axé sur une œuvre en devenir » privilégiant ainsi « une révélation à un talent déjà confirmé ». La sélection des titres en compétition est établie par les jurés, chacun proposant un ou deux livres qui peuvent concourir.

## Jurys
Le jury du prix, présidé par Denis Westhoff pour la première édition, est composé de manière mouvante selon les années. En outre, le lauréat intègre automatiquement le jury de l'année suivante et en devient le président. 
- 2010 : Patrick Besson, Michel Déon, Jérôme Garcin,  Annick Geille, François Gibault, Olivia de Lamberterie, Justine Lévy, Françoise-Marie Santucci, Delphine de Vigan, Florian Zeller et Denis Westhoff (avec comme membre d'honneur Frédéric Mitterrand, ministre de la Culture et de la Communication)[2]
- 2011 : Adélaïde de Clermont-Tonnerre (lauréate 2010), Guillaume Durand, Jean-Louis Ezine, Olivia de Lamberterie, Jean-Claude Lamy, Macha Makeïeff, Patrick Poivre d'Arvor, Yves Simon, Delphine de Vigan, Caroline Wassermann et Denis Westhoff[3]
- 2012 : François Angelier, Arnaud Cathrine, Fabienne Berthaud (lauréate 2011), Adélaïde de Clermont-Tonnerre, Kathleen Evin, Xavier Houssin, Olivia de Lamberterie, Philippe Lefait, Véronique Ovaldé, Delphine Peras et Denis Westhoff[4]
- 2013 : Alexandre Fillon, David Foenkinos, Célia Houdart (lauréate 2012), Olivier Mony, Anne Plantagenet, Colombe Schneck, Amanda Sthers, Augustin Trapenard[5]
- 2014 :
  - Membres permanents : Adélaïde de Clermont-Tonnerre, Olivia de Lamberterie, Denis Westhoff
  - Jury 2014 : Annabelle Mouloudji, Bernard Lehut, Hélène Gaultier, Olivier Bouillère (lauréat 2013), Philippe Delaroche, Simonetta Greggio, Éric Naulleau, Arielle Dombasle, Marianne Payot
- 2015 :
  - Membres permanents : Adélaïde de Clermont-Tonnerre, Olivia de Lamberterie, Denis Westhoff
  - Jury 2015 : Virginie Carton, Blandine de Caunes, Céline Hromadova, Stéphanie des Horts, Valérie Gans, Julia Kerninon (lauréate 2014), Patricia Martin, Karine Tuil, Frédéric Brun, Benoît Graffin, Franck Maubert.
- 2016 :
  - Membres permanents : Adélaïde de Clermont-Tonnerre, Olivia de Lamberterie, Denis Westhoff
  - Jury 2016 : Vincent Almendros (lauréat 2015), Danielle Cillien-Sabatier, Loïc Ducroquet, Émilie Frèche, Matthieu Garrigou-Lagrange, Arnaud Le Guern, Louise Mailloux, Valérie Mirarchi.
- 2017 :
  - Membres permanents : Adélaïde de Clermont-Tonnerre, Olivia de Lamberterie, Denis Westhoff
  - Jury 2017 : Éric Laurrent (lauréat 2016), Christine Ferniot, Agnès Sureau, Émilie de Turckheim, Claire Berest, Ingrid Lafon, Alice Froussard, Nicolas Delesalle, Pascal Thuot.
- 2018 :
  - Membres permanents : Adélaïde de Clermont-Tonnerre, Olivia de Lamberterie, Denis Westhoff
  - Jury 2018 : Guy Boley (lauréat 2017), Stéphane Barsacq, Dominique Bettencourt, Marie-Ève Lacasse, Virginie Le Gallo, Bernard Pascuito, Natacha Polin, Hugo Wintrebert.
- 2019 :
  - Membres permanents : Adélaïde de Clermont-Tonnerre, Denis Westhoff
  - Jury 2019 : Julien Cendres, Élisabeth Fouché, Martine Freedman, Estelle Gentilleau, Violaine Huisman (lauréate 2018), Pauline Jallon, Mazarine Pingeot, Romain Sardou, Anne Laure Vial .
- 2020 :
  - Président : Denis Westhoff
  - Membres tournants 2020 : Corinne Bapel, Sophie Blandinières (lauréate 2019), Stéphanie Cissoko, Amandine Cornette de Saint-Cyr, Christine Goguet, Charlotte Hellman,  Brigitte Le Guern, Bertrand Louët, Maria Pourchet,  Christophe Rioux, Philippe Touron

- 2021 :
  - Président : Denis Westhoff
  - Membres tournants 2021 : Tamara Korniloff Magaram, Clément Rossi (lauréat 2020), Olivier Liron, Sophie Courtel, Claire-Jane Jouvet, Diane Mazloum, Alexandre Lepicq, Marie Morel, Hervé Bentégeat, Colette Kerber, Charline Quarré.
- 2022 :
  - Président : Denis Westhoff
  - Membres tournants 2022 : Natalie Vigne, Jérôme-Arnaud Wagner, Bernard Crombey, Hugo Lindenberg (Lauréat 2021), Nelly Harrau, Stephanie Hell, Martin Knosp, Olivier Sebban, Philippe Aubier, Salomé Melchior, Adeline Usejnovs.
- 2023 :
  - Président : Denis Westhoff
  - Membres tournants 2023 : Tiphaine Martin, Ève-Alice Roustang-Stoller, , Abigaïl Assor (Lauréate 2022), Marine Bruger Dutournier, Odile d'Oultremont, Emmanuelle Lambert, Clémence Alméras, Mathilde Guiraud, Baptiste Liger, Brigitte Kernel, Arnaud Guillon.
- 2024 :
  - Président : Denis Westhoff
  - Membres tournants 2024 : Brice Devillers, Kinga Wyrzykowska (Lauréate 2023), Christelle Reggiani, Nathalie Froloff, Denis Westhoff, Alexia Stresi, Islem Salmi, Emmanuelle de Boysson, Flavien Falantin, Émilie Frèche, Frederique Brehaut, Christelle Queval.

## Lauréats
| Année |  | Auteur                        | Ouvrage                         | Éditeur (xe fois)      | Notes                                                                 |
| ----- |  | ----------------------------- | ------------------------------- | ---------------------- | --------------------------------------------------------------------- |
| 2010  |  | Adélaïde de Clermont-Tonnerre | Fourrure                        | Stock                  |                                                                       |
| 2011  |  | Fabienne Berthaud             | Un jardin sur le ventre         | JBZ et Cie             |                                                                       |
| 2012  |  | Célia Houdart                 | Carrare                         | P.O.L                  |                                                                       |
| 2013  |  | Olivier Bouillère             | Le Poivre                       | P.O.L                  |                                                                       |
| 2014  |  | Julia Kerninon                | Buvard                          | éditions du Rouergue   |                                                                       |
| 2015  |  | Vincent Almendros             | Un été                          | Les Éditions de Minuit |                                                                       |
| 2016  |  | Éric Laurrent                 | Un beau début                   | Les Éditions de Minuit |                                                                       |
| 2017  |  | Guy Boley                     | Fils du feu                     | Grasset                |                                                                       |
| 2018  |  | Violaine Huisman              | Fugitive parce que reine        | Gallimard              |                                                                       |
| 2019  |  | Sophie Blandinières           | Le sort tomba sur le plus jeune | Flammarion             | Mention spéciale du jury : Les Impatients, Maria Pourchet (Gallimard) |
| 2020  |  | Clément Rossi                 | La Dissonante                   | Gallimard              |                                                                       |
| 2021  |  | Hugo Lindenberg               | Un jour ce sera vide            | Christian Bourgois     | également Prix du Livre Inter 2021                                    |
| 2022  |  | Abigaïl Assor (d)             | Aussi riche que le roi          | Gallimard              |                                                                       |
| 2023  |  | Kinga Wyrzykowska             | Patte blanche                   | Éditions du Seuil      |                                                                       |
| 2024  |  | Emma Doude van Troostwijk     | Ceux qui appartiennent au jour  | Éditions de Minuit     |                                                                       |